# 북아일랜드 거리벽화
북아일랜드 거리벽화(Northern Irish Mural)는 북아일랜드 전역에서 볼 수 있는 독특한 양식의 벽화이다. 북아일랜드의 대립과 반목의 역사를 드러내는 상징물처럼 여겨지며 1970년대 이후로 약 2000개의 벽화가 보고되었다. 구교도와 신교도의 정치적 지향성을 나타내는 내용이 많으나, 근래에는 아일랜드 역사나 유명인사(정치적이지 않은), 국제정치에 대한 풍자 내용을 담은 벽화도 있다.